# ربيع (اسم)
ربيع هو اسم علم مذكر من أصل عربي، ومعناه هو يدل على فصل الربيع.

## شخصيات تحمل الاسم
- ربيع أبو خليل (موس[3]يقي لبناني، 17 أغسطس 1957 – )
- ربيع البحوري (صحفي تونسي، 12 نوفمبر 1975 – )
- ربيع الحوتي (لاعب كرة قدم ليبي، 19 يونيو 1985 – )
- ربيع المدخلي (عالم دين إسلامي سعودي، 1932 – )
- ربيع جابر (كاتب لبناني، 1972 – )
- ربيع جابر (مغني سويدي، 5 أغسطس 1987 – )
- ربيع سفياني (لاعب كرة قدم سعودي، 26 يناير 1987 – )
- ربيع عبد الله (لاعب كرة قدم أمريكية من الولايات المتحدة الأمريكية، 27 أبريل 1975 – )
- ربيع مروة (1967[4][5][6] – )
- ربيع ياسين (لاعب كرة قدم مصري، 7 سبتمبر 1960[7] – )

## وصلات خارجية
- موسوعة السلطان قابوس لأسماء العرب نسخة محفوظة 5 أبريل 2019 على موقع واي باك مشين.